# Wereldkampioenschappen skivliegen 2016
De wereldkampioenschappen skivliegen 2016 werden van 14 tot en met 17 januari gehouden op de Kulm in het Oostenrijkse Bad Mitterndorf.

## Wedstrijdschema
| Datum      | Tijd  | Schansrecord | Detail                                                          |
| ---------- | ----- | ------------ | --------------------------------------------------------------- |
| 14 januari | 13:00 | 237,5 m      | Kwalificatie                                                    |
| 15 januari | 13:00 | 237,5 m      | Eerste sprong (individueel) Tweede sprong (individueel)         |
| 16 januari | 14:00 | 237,5 m      | Derde sprong (individueel) Vierde sprong (individueel)          |
| 17 januari | 14:15 | 237,5 m      | Eerste sprong (landenwedstrijd) Tweede sprong (landenwedstrijd) |

## Medailles
| Onderdeel       | Goud | Goud                                                                    | Zilver | Zilver                                                         | Brons | Brons                                                        |
| --------------- | ---- | ----------------------------------------------------------------------- | ------ | -------------------------------------------------------------- | ----- | ------------------------------------------------------------ |
| Individueel     | SLO  | Peter Prevc                                                             | NOR    | Kenneth Gangnes                                                | AUT   | Stefan Kraft                                                 |
| Landenwedstrijd | NOR  | Anders Fannemel Johann André Forfang Daniel-André Tande Kenneth Gangnes | GER    | Andreas Wellinger Stephan Leyhe Richard Freitag Severin Freund | AUT   | Stefan Kraft Manuel Poppinger Manuel Fettner Michael Hayböck |

### Medaillespiegel
| Plaats | Land       | Goud | Zilver | Brons | Totaal |
| 1      | Noorwegen  | 1    | 1      | 0     | 2      |
| 1      | Slovenië   | 1    | 0      | 0     | 1      |
| 2      | Duitsland  | 0    | 1      | 0     | 1      |
| 3      | Oostenrijk | 0    | 0      | 2     | 2      |
| Totaal | Totaal     | 2    | 2      | 2     | 6      |